# 雨宮綾夫
雨宮 綾夫（あめみや あやお、1907年8月25日 - 1977年6月9日）は日本の物理学者。東京大学教授。
1931年東京帝国大学理学部物理学科を卒業。1950年 東京大学理学博士　「//電子配置l[n]l'について」。  
1961年東大教授。音響分析、分子積分表など分子構造に関する研究や電子計算機の開発に尽力。東大のTAC開発に関わっている。また、原子力専門委員会委員なども務め、放射線高分子研究所の設立に貢献した。東大教授退官後、電気通信大学教授、東京大学名誉教授。1973年に退官、1977年に他界。